# Avenue du Maréchal-Lyautey
Pour les articles homonymes, voir Lyautey (homonymie).
L'avenue du Maréchal-Lyautey est une voie du 16e arrondissement de Paris, en France.

## Situation et accès
L'avenue du Maréchal-Lyautey est une voie publique située dans le 16e arrondissement de Paris. Elle débute au 1, square Tolstoï et se termine au 2, place de la Porte-d'Auteuil.
Au nord, elle est prolongée par l'avenue du Maréchal-Franchet-d'Espérey.
Elle est desservie par la ligne 10 du métro à la station Porte d'Auteuil.

## Origine du nom

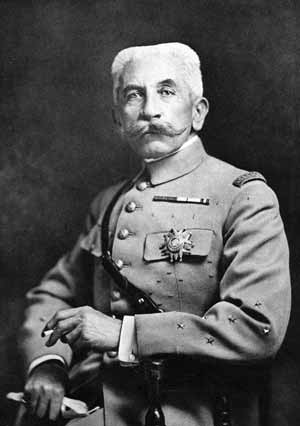
Le maréchal Hubert Lyautey.

Elle porte le nom du maréchal de France et premier résident général du protectorat français au Maroc, Louis Hubert Gonzalve Lyautey (1854-1934).

## Historique
Cette voie est ouverte et prend son nom actuel par un arrêté du 22 juillet 1929 sur l'emplacement des bastions nos 61 et 62 de l'enceinte de Thiers.
L'avenue est seulement lotie sur son trottoir oriental. À l'est, elle est séparée de l'allée des Fortifications par une promenade arborée où est aménagée une piste cyclable.
À noter qu'il existe également, dans le 16e arrondissement, une autre voie qui porte le nom du même personnage historique : la rue Lyautey, située près de la rue Raynouard.

## Bâtiments remarquables et lieux de mémoire
- Au no 25 ont vécu Danielle et François Mitterrand au début de la carrière politique de ce dernier, sous la IVe République[1].
- Au no 47 a vécu Alexandre de Marenches, directeur général du SDECE (Direction générale de la Sécurité extérieure)[2].
- L'avenue longe l'hippodrome d'Auteuil, et donc le bois de Boulogne, où il est situé.
- Square Alfred-Capus
- Square Tolstoï